# Obrona twierdzy brzeskiej (1939)
Obrona twierdzy brzeskiej – bitwa stoczona w czasie kampanii wrześniowej : 
1 faza- w dniach 14–17 września 1939 roku obrona twierdzy przez Zgrupowanie „Brześć” przed niemieckim XIX Korpusem Pancernym.  
2 faza - 18-26 września 1939 obrona jednego z fortów przez batalion marszowy 82 pułku piechoty przeciwko początkowo oddziałom niemieckim, a od 22 września sowieckim w postaci 29 brygady pancernej.

## Walki
2 września 1939 roku twierdza brzeska została pierwszy raz zbombardowana przez Luftwaffe. W twierdzy znajdowały się wówczas bataliony marszowe 34, 35 i 82 pułku piechoty, oraz inne jednostki wojskowe, a także mobilizowani rezerwiści, którzy stawiali się doń z kartą mobilizacyjną. 
11 września komendantem twierdzy i dowódcą jej obrony został mianowany generał Konstanty Plisowski, który z dostępnych mu ludzi (ok. 2-2,5 tysiąca żołnierzy) zorganizował zgrupowanie liczące sześć batalionów, w tym trzy piechoty, dwa wartownicze i jeden saperów oraz jeden dywizjon artylerii, dwie kompanie czołgów wolnobieżnych (30 czołgów FT-17), dwa pociągi pancerne (nr 53 i 55) i jedną baterię artylerii przeciwlotniczej. Obrońcy nie dysponowali natomiast bronią przeciwpancerną. 
13 września z twierdzy ewakuowano przebywające tam rodziny części obrońców, teren zaminowano, przygotowano okopy, a przy bramach ustawiono czołgi. 
Do Brześcia zmierzał niemiecki XIX Korpus Pancerny generała porucznika Heinza Guderiana. Celem działań niemieckich było zajęcie miasta i twierdzy tak, aby nie dopuścić do połączenia się obecnych tam wojsk polskich z SGO „Narew”. Siły niemieckie przewyższały polskie odpowiednio: w piechocie 2 razy, w czołgach 4 razy, w artylerii 6 razy. 
14 września 77 czołgów z 10 Dywizji Pancernej próbowało wziąć twierdzę z marszu, lecz atak został odparty pomimo ciężkich strat po stronie obrońców. Kolejny szturm został przygotowany poprzez bombardowania z powietrza i ostrzał artyleryjski. 16 września 10 Dywizja Pancerna oraz 20 Dywizja Zmotoryzowana przystąpiły do nowego natarcia, lecz i ono zostało odparte. W tym szturmie śmierć poniósł między innymi adiutant Guderiana, a ranny został gen. Plisowski. W nocy z 16 na 17 września Plisowski wydał rozkaz opuszczenia twierdzy w celu ewakuacji do Terespola. Odwrót osłaniał batalion marszowy 82 pułku piechoty kapitana Wacława Radziszewskiego, który nie wycofał się, ale skrycie zajął fort Sikorskiego (Berga). Po odkryciu tego przez Niemców i odrzuceniu ich propozycji poddania się fort od 19 września był ostrzeliwany przez Wehrmacht, jak i – od 22 września – przez oddziały sowieckie z 29 Brygady Pancernej dowodzonej przez kombriga Siemiona Kriwoszeina. W nocy z 26/27 oddział opuścił fort potajemnie.
W okresie powojennym (PRL) nagłaśniano obronę twierdzy prowadzoną w 1941 roku przez Armię Czerwoną, a pomijano obronę jej przez Wojsko Polskie w roku 1939.

## Dowództwo obrony twierdzy[5]
Dowódca – gen. bryg. Konstanty Plisowski

Szef sztabu – ppłk dypl. Alojzy Horak 

Komendant kwatery głównej – mjr dypl. w st. spocz. Huścieński

Komendant placu – ppłk rez. Tadeusz Lechnicki

Dowódca piechoty – ppłk Julian Sosabowski

Zastępca dowódcy piechoty – ppłk Konstanty Pereświat-Sołtan

Dowódca dywizjonu artylerii ciężkiej – mjr dypl. Stanisław Komornicki-Nałęcz

Dowódca baterii przeciwlotniczej – kpt. Stanisław Małecki

Adiutant dowódcy – ppor. rez. art. Jan Nepomucen Mazarski

Szef łączności – kpt. Jerzy Jeżewski

Szef służby zdrowia – kpt. dr Feliks Dragan

## Galeria

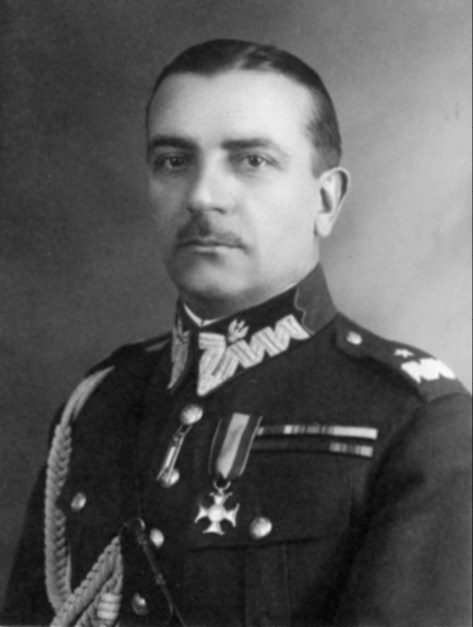
Gen. Konstanty Plisowski – komendant i dowódca obrony twierdzy
Przebieg bitwy
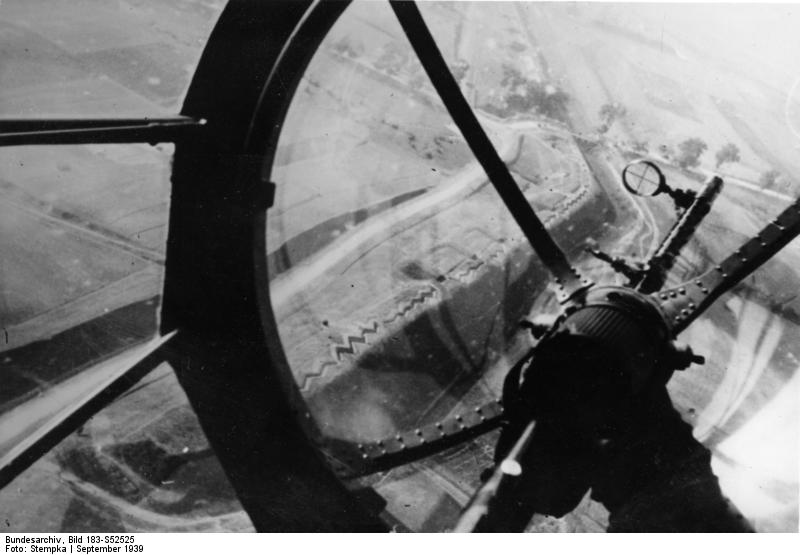
Zdjęcie wykonane z pokładu He 111, widoczne polskie transzeje w twierdzy brzeskiej
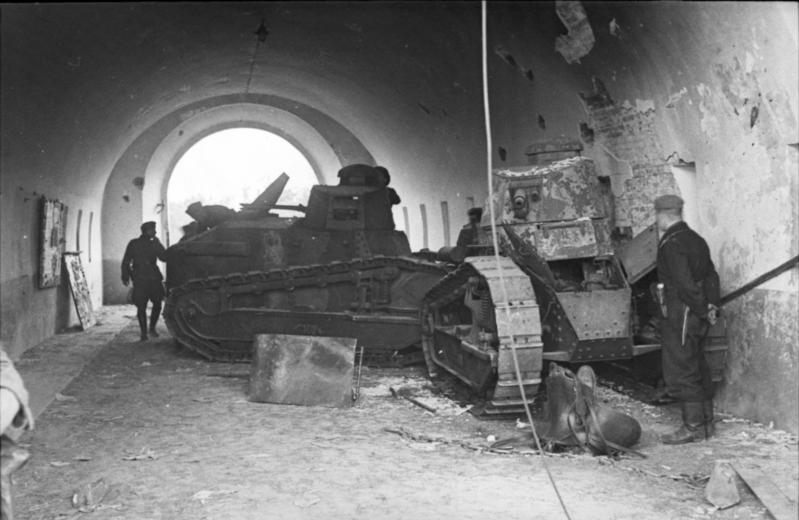
Polskie czołgi Renault FT-17 w bramie cytadeli twierdzy brzeskiej
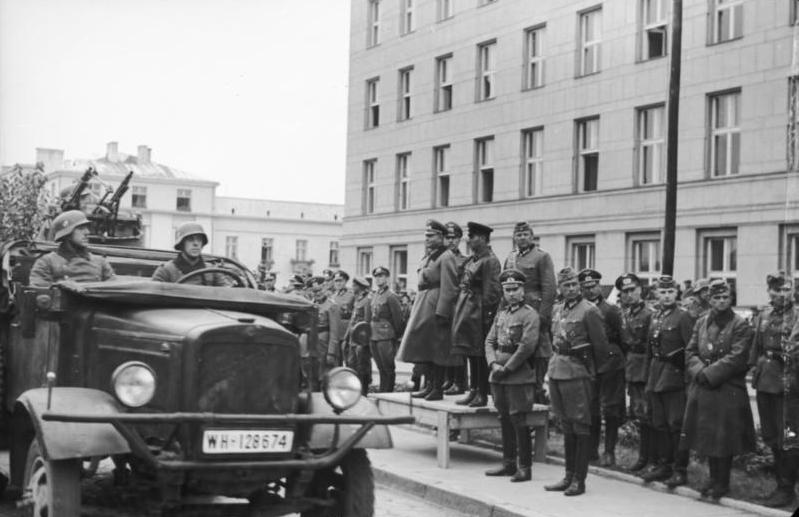
Parada zwycięstwa Wehrmachtu i Armii Czerwonej w Brześciu